# Eldivan

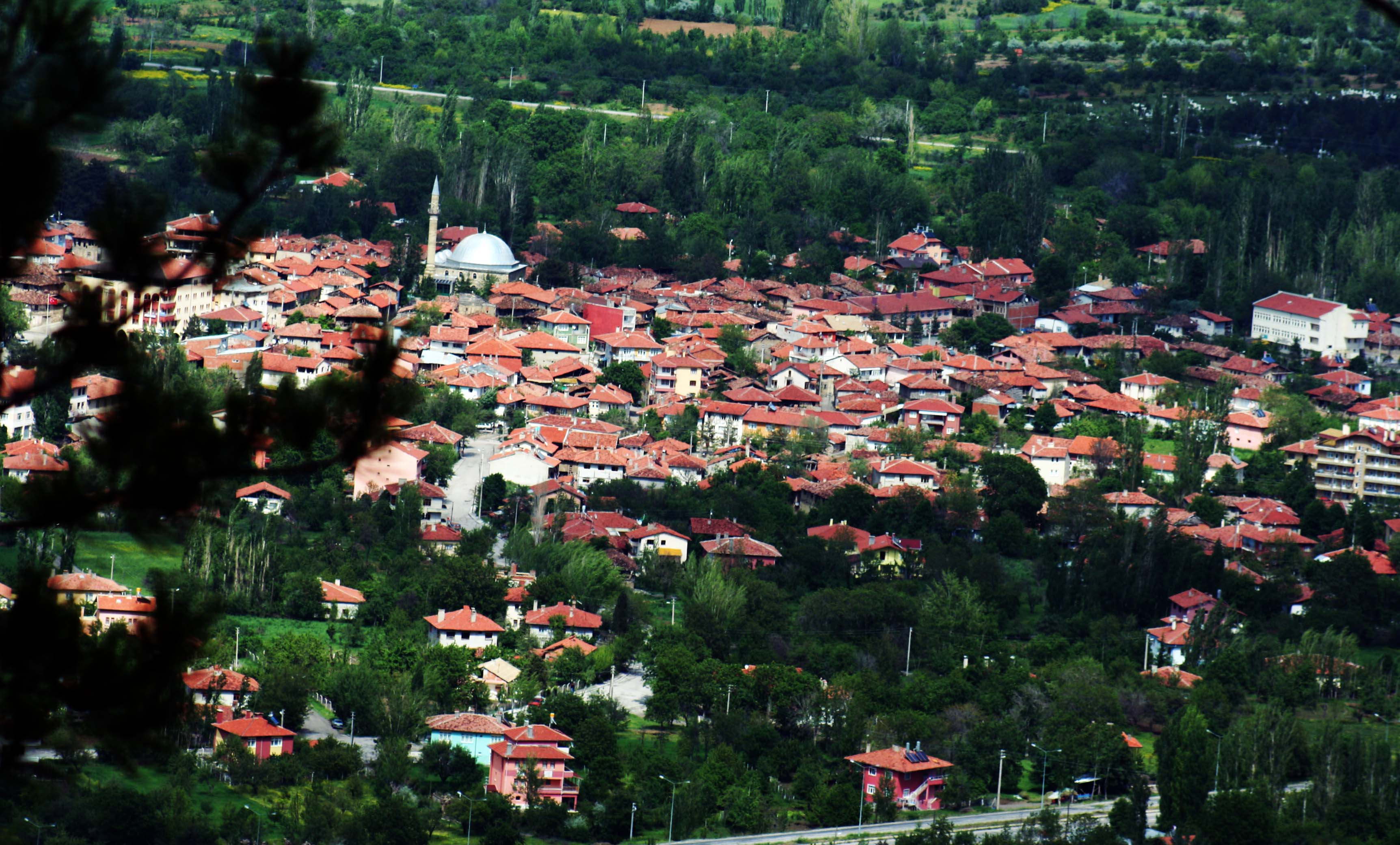
Eldivan

Eldivan ist eine Stadt und ein Landkreis der türkischen Provinz Çankırı. Der Ort liegt etwa 12 Kilometer südwestlich der Provinzhauptstadt Çankırı und beherbergt etwa 53 Prozent der Kreisbevölkerung. Ein früherer Name des Ortes war Dümelli oder Dümeli.
Der Landkreis liegt im Süden der Provinz. Er grenzt im Westen an den Kreis Şabanözü, im Norden an den Kreis Korgun, im Osten an den zentralen Landkreis und im Süden an die Provinz Ankara (Kreis Kalecik). Eldivan ist über eine Landstraße mit Çankırı im Osten und Sabanözü im Westen verbunden. Im Süden des Kreises liegt der 1809 Meter hohe Eldivan Dağı.
Der Landkreis wurde 1960 gebildet und besteht neben der Kreisstadt aus 16 Dörfern (Köy) mit durchschnittlich 175 Bewohnern, das größte Dorf ist Hisarcıkkayı (448 Einw.). Mit 6 Einwohner je km² hat Eldivan die niedrigste Bevölkerungsdichte aller Landkreise (Provinzdurchschnitt: 26 Einwohner je km²).